# Hilly Kristal
Hilly Kristal (nascido em 23 de setembro de 1931 — 28 de agosto de 2007) foi um músico e dono de um famoso clube de Nova York, o CBGB, que ele inaugurou em 1973 e teve seu expediente encerrado em 2006.
O clube estrelou milhares de músicos famosos no decorrer dos anos, ficando assim bastante popular. Por um breve momento, já após o fechamento, Kristal considerou a ideia do clube ser movido à Las Vegas.
Kristal nasceu em Nova York, no ano de 1931, mas sua família mudou-se para Hightstown, em Nova Jersey, onde ele passou a sua infância. Ele estudou música desde jovem e depois ingressou à Settlement Music School, na Philadelphia. Kristal passou também um período de tempo na marinha.
Ele voltou à Nova York, onde trabalhou como cantor, aparecendo em palco como um homem no grupo de coral da Radio City Music Hall. Mais tarde, ele tornou-se o diretor da Village Vanguard, um clube de jazz em Greenwich Village, onde ele reservou para Miles Davis e outros músicos.
Ele se casou em 1951 e teve dois filhos: Lisa Kristal Burgman e Mark Dana Kristal.
Em 1968 ele co-fundou o Schaefer Music Festival com o promotor de concertos Ron Delsener; o festival ocorria em Nova York (no Central Park) todos os anos até 1976, estrelando bandas como The Who, Miles Davis, Chuck Berry, Bob Marley, B.B. King, Led Zeppelin, The Beach Boys, Frank Zappa, Ray Charles, Patti LaBelle, Ike & Tina Turner, Fleetwood Mac, The Allman Brothers, Kris Kristofferson, Curtis Mayfield, Bruce Springsteen, Aerosmith e The Doors, entre muitas outras bandas.
Em 1970, Kristal abriu um bar na Bowery, em Nova York, chamado "Hilly's on the Bowery" (algo como: "Hilly na Bowery") que não demorou muito para fechar. Então, em dezembro de 1973, ele criou o "CBGB e OMFUG", uma abreviação dos tipos de música que ele desejava que tocasse ali: "Country, BlueGrass, Blues and Other Music For Uplifting Gormandizers". O clube tornou-se conhecido quando bandas de punk rock e new wave como The Ramones, Talking Heads, Patti Smith, Television e Blondie foram para lá tocar.
Kristal morreu em 28 de agosto de 2007, aos 75 anos, devido a um câncer de pulmão.